# False Start
False Start är ett musikalbum av Love som lanserades i december 1970 på skivbolaget Blue Thumb i USA och Harvest Records i Europa. Albumet blev ingen större kommersiell framgång, men nådde kort placering på Billboard 200-listan i USA. Det var det sista albumet som gjordes med den andra inkarnation av gruppen som bildades efter att den första splittrats 1968. Ett sista studioalbum med Love skulle komma att släppas 1974, men förutom Arthur Lee var musikerna utbytta för tredje gången.
Albumet är notabelt då den första låten "The Everlasting First" samskrevs med Jimi Hendrix, och han medverkar även med gitarr på inspelningen. Albumet innehåller även en liveinspelning av låten "Stand Out" som tidigare funnits med på det föregående albumet Out Here.

## Låtlista
Sida 1
1. "The Everlasting First" – 3:01
2. "Flying" – 2:37
3. "Gimi a Little Break" – 4:10
4. "Stand Out" (live) – 3:35
5. "Keep on Shining" – 3:50

Sida 2
1. "Anytime" – 3:23
2. "Slick Dick" – 3:05
3. "Love is Coming" – 1:24
4. "Feel Daddy Feel Good" – 3:15
5. "Ride That Vibration" – 3:34

Alla låtar skrivna och arrangerade av Arthur Lee utan "The Everlasting First" som är skriven av Arthur Lee och arrangerad av Jimi Hendrix.

## Medverkande
- Arthur Lee – rytmgitarr, piano, munspel, sång
- Gary Rowles – sologitarr
- Frank Fayad – basgitarr
- George Suranovich – trummor
- Nooney Rickett – rytmgitarr, bakgrundssång
- Jimi Hendrix – sologitarr (spår 1, sida 1)

## Listplaceringar
- Billboard 200, USA: #184[3]